# آزادراه ۶ (ایران)
آزادراه ۶ نام آزادراهی است که مرکز ایران را به غرب ایران متصل میکند.

## آزادراه ساوه-همدان
طول این آزادراه در حدود ۱۷۵ کیلومتر است که ساوه را به همدان وصل می‌کند.و از تهران تا همدان را به صورت مسیر آزادراهی با پنج ایستگاه عوارضی اتصال می بخشد. 
این آزادراه در تاریخ ۱ دی ۱۳۸۸ به بهره‌برداری رسیده است.

## طرح توسعه
در طرح توسعه آزادراه شماره شش، همدان به کرمانشاه، خسروی و عراق متصل میشود. هم اکنون مسیر آزادراه بیستون-کرمانشاه-حمیل در دست احداث است و قرار است کنارگذر شرقی کرمانشاه که بخشی از این آزادراه است، در سال ۱۴۰۴ به بهره‌برداری برسد.

## آزادراه کربلا
شرکت احداث، نگهداری و بهره برداری آزادراه کربلا بر اساس قانون احداث پروژه های عمرانی بخش راه و ترابری از طریق مشارکت بانکها و سایر منابع پولی و مالی کشور در سال ۱۳۸۶ تأسیس گردید.

## مسیر
| در دست احداث            |                                                                                  |
|                         | جاده ۳۷-۴۸ شمال بطرف رزن-تاکستان-تهران جنوب بطرف همدان                           |
| ایستگاه عوارضی همدان    |                                                                                  |
|                         | جاده ۴۷ · شمال بطرف کبودرآهنگ · جنوب بطرف کمیجان-اراک                            |
| ایستگاه خدمات فدک       |                                                                                  |
|                         | جاده ۴۸ · شرق بطرف فامنین-همدان · غرب بطرف نوبران-ساوه                           |
| استان همدان استان مرکزی |                                                                                  |
|                         | جاده ۴۸ · دوروزان                                                                |
| ایستگاه عوارضی نوبران   |                                                                                  |
|                         | نوبران                                                                           |
|                         | غرق‌آباد                                                                          |
|                         | ساوه بطرف ایستگاه راه‌آهن ساوه                                                    |
| ایستگاه خدمات آسمان     |                                                                                  |
| ایستگاه عوارضی ساوه     |                                                                                  |
|                         | جاده ۶۵ · شمال بطرف مامونیه-تهران- جاده ۴۹ (بطرف قزوین) · جنوب بطرف ساوه-سلفچگان |
|                         | آزادراه تهران-ساوه شمال بطرف پرند-تهران جنوب بطرف ساوه-سلفچگان                   |
| از شرق به غرب           |                                                                                  |